# Progress, Amur oblast
Progress (ryska Прогресс) är en ort i länet Amur oblast i Ryssland. Den ligger sydost om Blagovesjtjensk. Folkmängden uppgår till cirka 10 000 invånare.